# Samir Karahoda

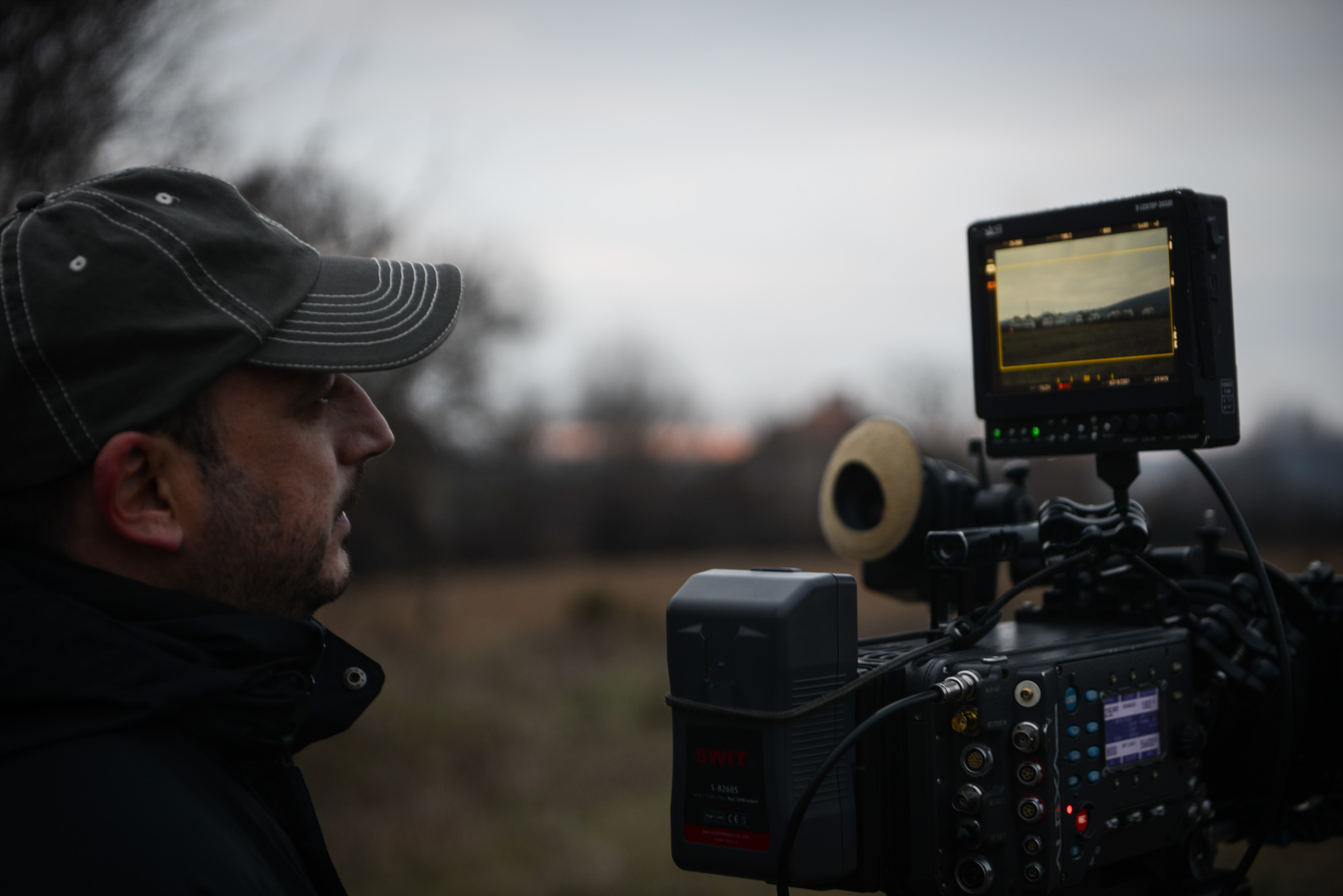
Samir Karahoda bei den Dreharbeiten zu seinem Kurzfilm In Between

Samir Karahoda (* 1977 in Prizren) ist ein kosovarischer Drehbuchautor, Filmregisseur von Kurzfilmen und Kameramann.

## Leben
Samir Karahoda wurde 1977 in der Stadt Prizren im Süden des Kosovo geboren. 2003 schloss er ein Fotografiestudium an der Mimar Sinan Universität der Schönen Künste in Istanbul ab und arbeitet neben seiner Tätigkeit als Fotograf auch als Kameramann und Dozent. Zudem kuratiert er das Kurzfilmprogramm beim DokuFest in Prizren.
Bis 2012 war Karahoda als Kameramann für die Kurzfilme Çanta von Valon Jakupaj, Three Minutes of Solitude von Visar Krusha und Kolona von Ujkan Hysaj tätig. Bei dem Filmdrama Nje Tregim Prishtine von Burbuqe Berisha, das im Juli 2018 in die kosovarischen Kinos kam, fungierte Karahoda erstmals als Kameramann bei einem Spielfilm.
Bei seinem Regiedebüt, dem Kurzdokumentarfilm In Between (Originaltitel Në Mes), der im Februar 2019 bei den Filmfestspielen in Berlin seine Premiere feierte, schrieb er zudem das Drehbuch, ebenso bei seinem zweiten Kurzfilm Pa vend. In dieser Doku-Fiction, die Juli 2021 bei den Internationalen Filmfestspielen von Cannes ihre Premiere feierte, erzählt er die Geschichte des Tischtennisvereins seiner Heimatstadt und auf welche Schwierigkeiten dessen Mitglieder bei ihrer sportlichen Freizeitbetätigung stoßen.
Im Jahr 2024 inszenierte er den Kurzfilm Rrugës, wozu er noch Drehbuch schrieb und Kamera führte. Im nächsten Jahr war er als Kameramann an Mua besoj më shpëtoj portreti beteiligt, der bei der Berlinale 2025 Premiere feierte.

## Filmografie
- 2007: Çanta (Kurzfilm)
- 2009: Three Minutes of Solitude (Kurzfilm)
- 2012: Kolona (Kurzfilm)
- 2018: Nje Tregim Prishtine
- 2019: In Between (Në Mes, Kurzdokumentarfilm, Regie, Buch und Kamera)
- 2021: Pa vend (Kurzfilm, Regie, Buch und Kamera)
- 2024: Rrugës (Kurzfilm, Regie, Buch und Kamera)
- 2025: Mua besoj më shpëtoj portreti (Kurzfilm)

## Auszeichnungen
El Gouna Film Festival
- 2021: Nominierung für den Golden Star im Kurzfilmwettbewerb (Pa vend)[6]

Europäischer Filmpreis
- 2021: Nominierung als Bester Kurzfilm (Pa vend)[7]

Internationale Filmfestspiele von Cannes
- 2021: Nominierung für die Palme d’Or als Bester Kurzfilm (Pa vend)[8]

Sarajevo Film Festival
- 2021: Auszeichnung mit dem Sonderpreis der Jury (Pa vend)
- 2021: Nominierung als Bester Kurzfilm (Pa vend)[9]